# Filmografia di Gael García Bernal

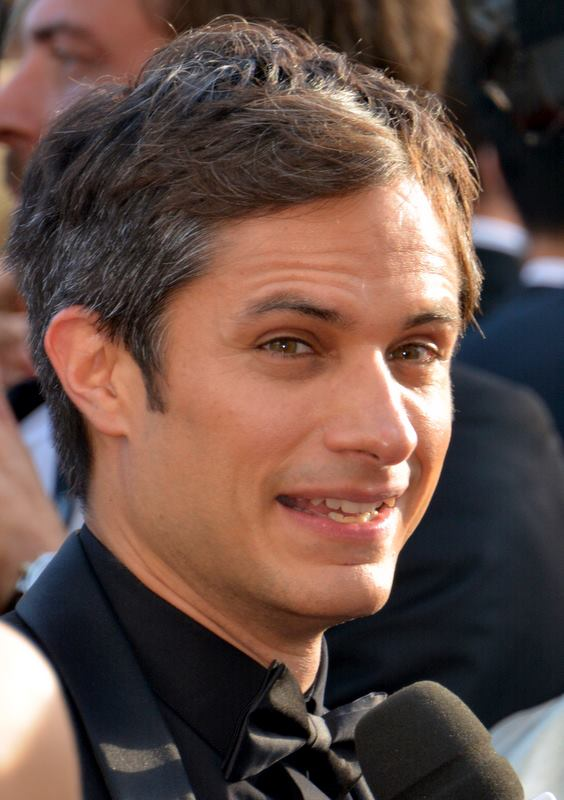
García Bernal al Festival di Cannes 2016 per la presentazione di Neruda

Questa voce raccoglie la filmografia di Gael García Bernal, attore, regista, sceneggiatore e produttore cinematografico messicano.

## Attore

### Cinema
- Amores perros, regia di Alejandro González Iñárritu (2000)
- Y tu mamá también - Anche tua madre (Y tu mamá también), regia di Alfonso Cuarón (2001)
- Vidas privadas, regia di Fito Páez (2001)
- Nessuna notizia da Dio (Sin noticias de dios), regia di Agustín Díaz Yanes (2001)
- Il crimine di padre Amaro (El crimen del Padre Amaro), regia di Carlos Carrera (2002)
- I'm with Lucy, regia di Jon Sherman (2002)
- Dot the I - Passione fatale (Dot the I), regia di Matthew Parkhill (2003)
- Dreaming of Julia (Cuba Libre), regia di Juan Gerard (2003)
- I diari della motocicletta (Diarios de motocicleta), regia di Walter Salles (2004)
- La mala educación, regia di Pedro Almodóvar (2004)
- The King, regia di James Marsh (2005)
- L'arte del sogno (La science des rêves), regia di Michel Gondry (2006)
- Babel, regia di Alejandro González Iñárritu (2006)
- Il passato (El pasado), regia di Héctor Babenco (2007)
- Rudo y Cursi, regia di Carlos Cuarón (2007)
- Déficit, regia di Gael García Bernal (2007)
- Blindness - Cecità (Blindness), regia di Fernando Meirelles (2008)
- Mammoth, regia di Lukas Moodysson (2009)
- The Limits of Control, regia di Jim Jarmusch (2009)
- José e Pilar (José y Pilar), documentario di Miguel Mendes (2010)
- Letters to Juliet, regia di Gary Winick (2010)
- Anche la pioggia (También la lluvia), regia di Icíar Bollaín (2010)
- Il mio angolo di paradiso (A Little Bit of Heaven), regia di Nicole Kassell (2011)
- The Loneliest Planet, regia di Julia Loktev (2011)
- Casa de mi padre, regia di Matt Piedmont (2012)
- No - I giorni dell'arcobaleno (No), regia di Pablo Larraín (2012)
- Chi è Dayani Cristal? (Who is Dayani Cristal?), regia di Marc Silver (2013)
- El Ardor, regia di Pablo Fendrik (2014)
- Cesar Chavez, regia di Diego Luna – cameo (2014)
- Rosewater, regia di Jon Stewart (2014)
- Zoom, regia di Pedro Morelli (2015)
- El aula vacía, vari registi – voce narrante (2015)
- Eva no duerme, regia di Pablo Agüero (2015)
- Desierto, regia di Jonás Cuarón (2015)
- Salt and Fire, regia di Werner Herzog (2016)
- Neruda, regia di Pablo Larraín (2016)
- Mi stai ammazzando, Susana (Me estás matando, Susana), regia di Roberto Sneider (2016)
- Si tu voyais son cœur, regia di Joan Chemla (2017)
- Museo - Folle rapina a Città del Messico (Museo), regia di Alonso Ruizpalacios (2018)
- Lontano da qui (The Kindergarten Teacher), regia di Sara Colangelo (2018)
- Acusada, regia di Gonzalo Tobal (2018)
- Ema, regia di Pablo Larraín (2019)
- Wasp Network, regia di Olivier Assayas (2019)
- Il paradiso probabilmente (It Must Be Heaven), regia di Elia Suleiman (2019)
- Old, regia di M. Night Shyamalan (2021)
- Cassandro, regia di Roger Ross Williams (2023)
- Another End, regia di Piero Messina (2024)
- Holland, regia di Mimi Vice (2025)

### Cortometraggi
- De tripas, corazón, regia di Antonio Urrutia (1996)
- Mente (Cerebro), regia di Andrés León Becker (2001)
- El ojo en la nuca, regia di Rodrigo Plá (2001)
- The Last Post, regia di Dominic Santana (2001)
- Los Invisibles, regia di Marc Silver e Gael García Bernal (2010)
- Zalet, regia di Miroslav Stamatov – cameo (2012)

### Televisione
- Teresa – telenovela (1989)
- Un amore di nonno (El abuelo y yo) – telenovela (1992)
- La regina di spade (Queen of Swords) – serie TV, episodio 1x08 (2000)
- Fidel - La storia di un mito (Fidel), regia di David Attwood – film TV (2002)
- Soy tu fan – serie TV, episodio 1x08 (2006)
- Human Planet – docuserie TV, voce narrante in spagnolo (2011)
- Mozart in the Jungle – serie TV, 40 episodi (2014-2018)
- Station Eleven - serie TV, 10 episodi (2021)
- Licantropus (Werewolf by Night), regia di Michael Giacchino – film TV (2022)

### Pubblicità
- Videovision (1992)
- Levi's – French Dictionary (2002)
- Film4 – Celebrity Sales (2006)
- Nike – Campionato mondiale di calcio 2010 (2010)
- Gillette – Masters of Style (2012)
- Nuevo León Extraordinario – Quédate un poco más (2014)
- Fiat Chrysler – 4 spot, testimonial Chrysler 200 (2015)
- Sol – Espíritu Libre (2017)

### Video musicali
- Seahorse – album Smokey Rolls Down Thunder Canyon di Devendra Banhart (2007)
- Quiero Que Me Quieras – brano cantato da García Bernal incluso nella colonna sonora di Rudo y Cursi (2009)
- Ojos color sol – album Multi viral dei Calle 13 (2014)

## Doppiatore
- Coco, regia di Lee Unkrich (2017) – voce di Héctor Rivera

## Regista
- Déficit (2007)
- 8, vari registi – segmento The Letter (2008)
- Revolución, vari registi – segmento Lucio (2010)
- Los Invisibles, regia di Gael García Bernal e Marc Silver – cortometraggio (2010)
- Drifting, regia di Gael García Bernal e Diego Luna – cortometraggio (2013)[1]
- La mano visible – cortometraggio (2015)
- Madly, vari registi – segmento Love of my life (2016)
- Mozart in the Jungle – webserie TV, episodio 3x09 (2016)
- Aquí en la Tierra – serie TV, episodio 1x01 (2018)
- Chicuarotes (film 2019)

## Sceneggiatore
- 8, vari registi – segmento The Letter (2008)
- La mano visible – cortometraggio (2015)
- Madly, vari registi – segmento Love of my life (2016)
- Aquí en la Tierra – serie TV, 8 episodi (2018)

## Produttore
- Déficit, regia di Gael García Bernal (2007)
- Soy tu fan – serie TV messicana (2010)
- Abel, regia di Diego Luna (2010)
- Revolución, vari registi (2010)
- Niño Santo – serie TV (2011)
- Chi è Dayani Cristal? (Who is Dayani Crystal?), regia di Marc Silver (2013)
- Manto acuífero, regia di Michael Rowe (2013)[2]
- Güeros, regia di Alonso Ruizpalacios (2014)
- El aula vacía, vari registi – docufilm (2015)

### Produttore esecutivo
- Drama/Mex, regia di Gerardo Naranjo (2006)
- Sin nombre, regia di Cary Joji Fukunaga (2007)
- Sólo quiero caminar, regia di Agustín Díaz Yanes (2008)
- Miss Bala, regia di Gerardo Naranjo (2011)
- Cesar Chavez, regia di Diego Luna (2014)
- El Ardor, regia di Pablo Fendrik (2014)
- Desierto, regia di Jonás Cuarón (2015)
- Le prescelte (Las elegidas), regia di David Pablos (2015)
- Zama, regia di Lucrecia Martel (2017)
- Museo, regia di Alonso Ruizpalacios (2018)
- Mozart in the Jungle – serie TV, 5 episodi (2018)